# Belle and Sebastian
Belle and Sebastian — шотландський інді-поп гурт, створений у Глазго в 1996 році. На чолі зі Стюартом Мердоком гурт випустив одинадцять альбомів. Їх часто порівнюють із такими виконавцями, як The Smiths і Нік Дрейк. Назва «Белль і Себастьян» походить від дитячої книги 1965 року французької письменниці Сесіль Обрі «Белль і Себастьян».

## Учасники гурту
Поточні
- Стюарт Мердок – вокал, гітара, клавішні (1996–дотепер)
- Стіві Джексон – гітара, вокал, фортепіано (1996–дотепер)
- Сара Мартін – вокал, скрипка, гітара, флейта, клавішні, блокфлейта, перкусія (1996–дотепер)
- Кріс Геддес – клавішні, фортепіано, перкусія (1996–дотепер)
- Річард Колберн – барабани, перкусія (1996–дотепер)
- Боббі Кілді – гітара, бас (2001–дотепер)
- Дейв Макгоуен — бас, клавішні, гітара (2018–дотепер; гастролюючий музикант 2012–2018)

Колишні
- Ізобель Кемпбелл – вокал, віолончель, гітара (1996–2002)
- Стюарт Девід – бас (1996–2000)
- Мік Кук – труба, гітара, бас, перкусія (1998–2013; гастролюючий музикант 1996–1998)

## Дискографія
Студійні альбоми
- Tigermilk (1996)
- If You're Feeling Sinister (1996)
- The Boy with the Arab Strap (1998)
- Fold Your Hands Child, You Walk Like a Peasant (2000)
- Storytelling (2002)
- Dear Catastrophe Waitress (2003)
- The Life Pursuit (2006)
- Write About Love (2010)
- Girls in Peacetime Want to Dance (2015)
- Days of the Bagnold Summer (2019)
- A Bit of Previous (2022)

Збірки
- Push Barman to Open Old Wounds (2005)
- The Third Eye Centre (2013)
- How to Solve Our Human Problems (2018)

Інші проєкти
- God Help the Girl (2009)